# Gedenktafeln am Riesensteinweg

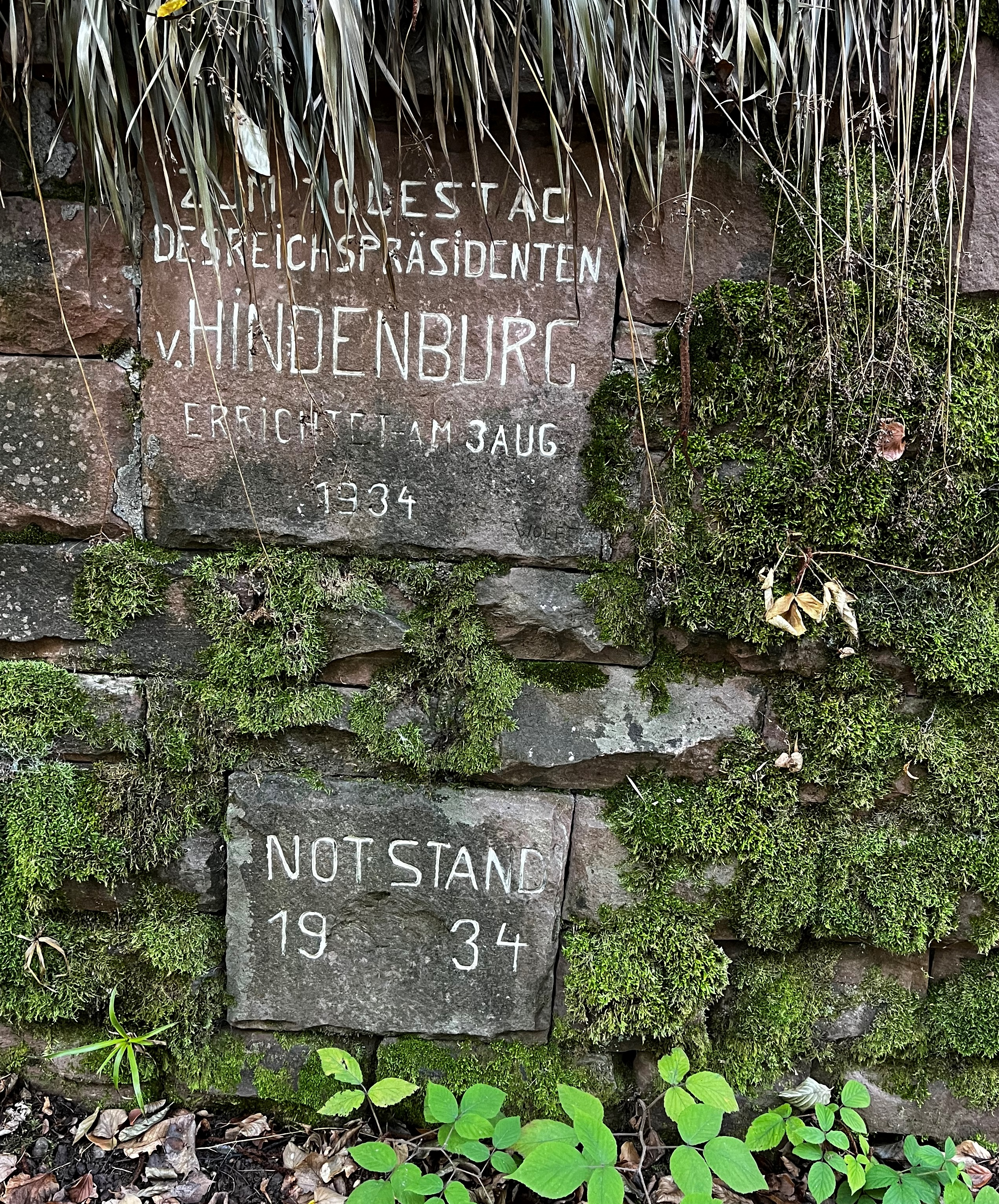
Gedenktafeln an den Tod Hindenburgs und die Notstandsgesetzgebung (1934)

Die beiden Gedenktafeln am Riesensteinweg am Nordhang des Gaisbergs bei Heidelberg erinnern an das Ableben von Paul von Hindenburg im August 1934 sowie an die verordneten Notstandsarbeiten im gleichen Jahr. Die beiden Gedenksteine wurden durch den Reichsarbeitsdienst am 3. August 1934 an der Hangstützmauer am Riesensteinweg eingefügt. Zwischen der Jahreszahl 1934 stand ursprünglich ein Hakenkreuz, das 1946 als verbotenes Symbol herausgemeißelt wurde.

## Lage
Der Riesensteinweg findet sich am Gaisberg unterhalb des Johannes-Hoops-Weges, am Hangfuß des stillgelegten Buntsandsteinbruchs (s. Karte Open Street Map). Der Fußweg ist insgesamt gut begehbar, endet aber nach ca. 500 im Unterholz (Stand: 2022).
Koordinaten: 49° 24′ 26,2″ N, 8° 42′ 18″ O

## Politischer Hintergrund

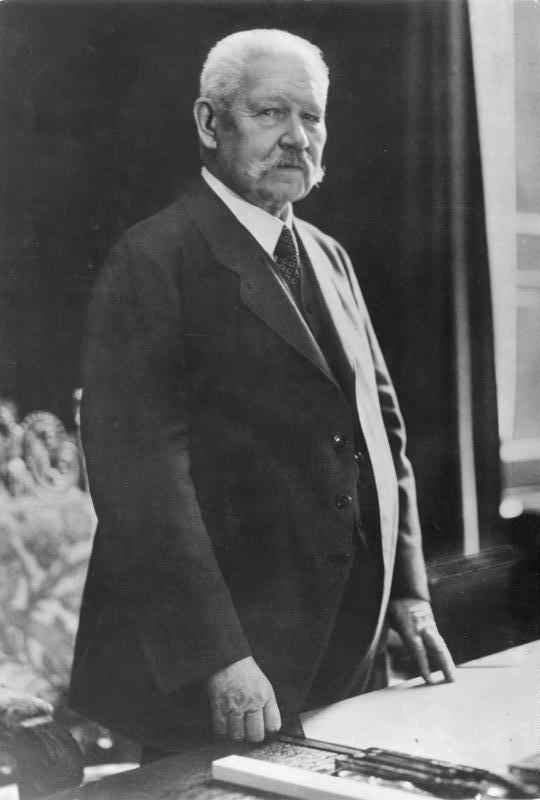
Reichspräsident Paul von Hindenburg (1847–1934)

Die Weltwirtschaftskrise Anfang der 1930er Jahre führte auch in Deutschland zu hoher Arbeitslosigkeit. Bereits in der Weimarer Republik 1932 lag die Arbeitslosenzahl bei 6 Millionen mit steigender Tendenz. Um die wirtschaftliche Situation zu verbessern, beschlossen die Reichsregierungen unter Brüning 1932 und Hitler 1933/34 umfangreiche Maßnahmen, wie den Freiwilligen Arbeitsdienst (FAD), das Reinhardt-Programm und den Reichsarbeitsdienst (RAD). Der RAD verpflichtete alle jugendlichen Männer vor ihrem Wehrdienst zu einem halbjährigen Arbeitseinsatz. - „Er soll die deutsche Jugend im Geiste des Nationalsozialismus zur Volksgemeinschaft und zur wahren Arbeitsauffassung, vor allem zur gebührenden Achtung der Handarbeit erziehen“.
Im Zuge dieser Maßnahmen nahm die Stadt Heidelberg 1934 den lang geplanten Ausbau des Riesensteinwegs in Angriff. Mit einer verbreiterten Anbindung an den Johannes-Hoops-Weg sollte der Riesensteinweg ein Pendant zum beliebten Heidelberger Philosophenweg entstehen. Das geschichtsträchtige und attraktive Geotop Riesenstein, mit seinen vermutlich im 17. Jh. abgestürzten, absonderlich aufeinander liegenden Felsen war nicht nur für Geologen, sondern auch für ein breites Publikum von größerem Interesse. Parallel lief dazu ein Würdigungsverfahren zur Ausweisung als Naturdenkmal, das am 27. Juni 1939, gemäß § 3 Reichsnaturschutzgesetz (RNG) rechtskräftig wurde. Während der Ausbaumaßnahmen am Riesensteinweg, verstarb am 2. August 1934 Reichspräsident Paul von Hindenburg, Nachfolger von Friedrich Ebert aus Heidelberg. Der FAD ehrte von Hindenburg daraufhin mit einer Gedenktafel in der Hangstützmauer. Sie trägt die Inschrift:
Reichskanzler A. Hitler übernahm im gleichen Jahr nun auch das Amt des verstorbenen Reichspräsidenten und wurde damit formell Oberbefehlshaber der deutschen Streitkräfte. 1935 kamen die Arbeiten am Riesensteinweg zu einem raschen Ende. Gerade mal 400 m des Wegs mit angrenzender Stützmauer waren vollendet. Das Warum und Wie blieben unklar. Auch wer personell am Ausbau des Riesensteinwegs beteiligt war, lässt sich nicht mehr verifizieren. Möglicherweise waren auch Zwangsarbeiter mit im Spiel, die für den Bau des Ehrenfriedhofs abgezogen wurden. Am 25. März 1945 ließ Oberbürgermeister Carl Neinhaus zahlreiche Akten (darunter Dienstakten aus der Registratur des Personal- und Organisationsamtes) aussortieren und im Heizungskeller des Heidelberger Rathauses verbrennen. Diese Dokumente fehlten nach 1945 z. B. in den Spruchkammerverfahren, um die dienstlichen Abläufe während des NS-Zeit in der Stadtverwaltung aufzuarbeiten. Die Schriftstücke zur Schutzgebietsausweisung des Riesensteins waren im Badischen Innenministerium in Karlsruhe hinterlegt und haben den Zweiten Weltkrieg überstanden.